# Susan Atkins
Susan Denise Atkins (San Gabriel, 7 de mayo de 1948-Chowchilla, 24 de septiembre de 2009) fue una asesina estadounidense, conocida por haber formado parte de «La Familia» de Charles Manson, además de ser una de sus más fieles seguidoras, habiendo participando en los asesinatos de la actriz Sharon Tate junto otras 4 personas y de los asesinatos de Leno y Rosemary LaBianca.

## Biografía
Atkins nació el 7 de mayo de 1948 en San Gabriel, California. Segunda de tres hermanos, Susan se crio en la región del Norte de California. Según ella, sus padres, Edward John y Jeanette eran alcohólicos. Su madre falleció de cáncer en 1963. En los próximos tres años, la vida de Susan Atkins se fue corrompiendo, dejando su hogar para empezar una vida independiente. Trabajó como vendedora por teléfono para una compañía que vendía suscripciones a revistas y después como camarera en una cafetería, donde conoció a un par de convictos fugitivos con los que se fue. Cometió con ellos varios atracos a mano armada hasta que fueron detenidos en Oregón, ellos ingresaron en prisión y ella salió en libertad condicional a los tres meses. Regresó a San Francisco y ejerció como bailarina de top-less. En una ocasión bailó en un evento llamado Sábado de las Brujas organizado por Anton LaVey.

## La Familia Manson
En 1967, Susan Atkins conoce a Charles Manson cuando él tocaba la guitarra en una casa donde ella vivía con varios amigos. Cuando la casa fue allanada varias semanas más tarde por la policía y Atkins se quedó sin hogar, Manson la invitó a unirse a su grupo. Charles Manson le puso el apodo de "Sadie Mae Glutz". Atkins, especialmente devota a él, más tarde afirmó haber creído que Manson era Jesús. «La Familia Manson» se asentó en el rancho Spahn en el Valle de San Fernando, en el sur de California, en el que, el 7 de octubre de 1968, Atkins tuvo un hijo con Bruce White, otro miembro de «La Familia Manson». Charles Manson nombró al niño "Zezozose Zadfrack Glutz". Desde el momento del encarcelamiento de Susan Atkins a finales de 1969, su hijo fue rebautizado y dado en adopción no volviendo a tener contacto con ella.

## Crímenes

### Asesinato de Gary Hinman
Durante el verano de 1969, en el rancho de Spahn, en un intento de recaudar dinero para alejarse al desierto, Tex Watson miembro de «La Familia Manson», estafó a un traficante de drogas, Bernard "Lotsapapa" Crowe. Bernard Crowe amenazó con asesinar a todos los miembros de «La Familia Manson». Manson fue al departamento de Crowe y le disparó. Manson creyó que había matado a Crowe y que este, además, pertenecía al Partido Pantera Negra, algo totalmente falso. Sin embargo, Manson temía represalias por parte de los Panteras Negras y presionó a sus seguidores a que consiguieran más dinero. Durante este tiempo, llegó la noticia de que el músico Gary Hinman, un conocido de Manson, acababa de heredar una gran suma de dinero. Manson esperaba que Hinman fuera persuadido a unirse a «La Familia Manson» y contribuir con esa supuesta herencia. 
Manson envió a Susan Atkins, Bobby Beausoleil y Mary Brunner a la casa de Hinman, el 25 de julio de 1969. Cuando Susan Atkins se declaró culpable de asesinato, afirmó que no sabía que Hinman iba a ser asesinado, aunque luego escribió en su libro de 1977 que ella fue a la casa de Hinman para conseguir dinero y sabía que era posible que Hinman fuese asesinado. Cuando Hinman insistió en que no había heredado nada de dinero, Beausoleil lo golpeó severamente. Luego el propio Manson apareció con un cuchillo cortando la oreja de Hinman. Manson ordenó a Atkins y Brunner quedarse en casa de Hinman curando sus heridas. Dos días más tarde, y después de una llamada telefónica de Manson, Beausoleil apuñaló a Hinman dos veces asesinándolo en el acto. Beausoleil junto a una de las mujeres, dibujaron con sangre en una pared el símbolo del Partido Pantera Negra para que la policía relacionara el caso con ellos y no con «La Familia Manson». Beausoleil fue detenido el 7 de agosto de 1969, cuando fue encontrado dormido en uno de los vehículos de Hinman. Todavía llevaba la ropa manchada de sangre que usó durante el crimen. El arma homicida fue encontrada en el auto. En un juicio, Mary Brunner declaró que Charles Manson le ordenó a Beausoleil que matara a Hinman porque este no quería unirse a la banda musical de Manson.

### Asesinatos de Sharon Tate y del matrimonio LaBianca
Durante la fase de sentencia del juicio, Atkins testificó que apuñaló a Sharon Tate. Ella dijo que ella había apuñalado a Tate porque estaba "harta de escucharla, rogando y suplicando, rogando y suplicando". Se le dio poca credibilidad a su testimonio en general, ya que frecuentemente contradecía hechos ya conocidos. También negó que Manson tuviera algún papel en la organización de los asesinatos. A lo largo del juicio, Atkins y los demás imputados, destacaron por su falta de remordimiento y poca preocupación por su propio destino. Iban cantando canciones que Manson escribió mientras eran llevados a la sala de audiencias. Los cuatro acusados fueron condenados a muerte el 29 de marzo de 1971, condenas reducidas a cadena perpetua por la abolición de la pena de muerte en California por entonces.
Ante el gran jurado Atkins declaró que apuñaló a Wojciech Frykowski cuatro veces en las piernas y sujetó a Sharon Tate mientras Tex Watson la apuñalaba. También declaró que la actriz suplicó por su vida y la de su hijo por nacer y ella le contestó: "No tendré piedad de ti", explicando que no se dirigía a Tate sino a sí misma, recordándose las instrucciones de que no deberían tenerla con nadie que se encontraran. En sus memorias de 1978, Tex Watson confirmó que solo él lesionó a Tate y consideró las confesiones iniciales de Atkins como exageraciones, jactancias carcelarias o ganas de llamar la atención.

## En prisión

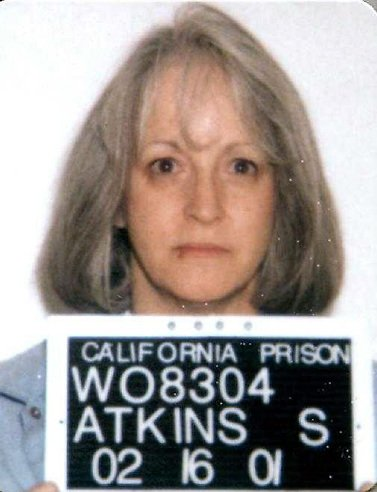
Fotografía policial de Susan Atkins, tomada el 16 de febrero de 2001.

En 1977, Atkins publicó sus memorias, Child of Satan, Child of God donde relataba su tiempo pasado con la Familia, su conversión religiosa y sus experiencias en prisión. Mantenía correspondencia con Tex Watson y él la inclinó a imitarle y buscar consuelo en la Biblia y Jesús, proclamándose formalmente cristiana evangélica en 1974, tras afirmar haber tenido una visión de Jesús en su celda. Se volvió activa en los programas de la prisión, impartiendo clases a otras reclusas e incluso obtuvo dos reconocimientos por ayudar en emergencias de salud, una de ellas tuvo un intento de suicidio.
Atkins se casó dos veces en prisión. Tras años de mantener correspondencia se casó el 2 de septiembre de 1981 con el texano Donald Lee Laisure, convirtiéndose en su esposa número 35. Al descubrir el engaño, se divorció a los tres meses. En 1987 se casó con James M. Whitehouse, su nuevo abogado, quince años menor que ella y recién graduado en Harvard. La representó en sus audiencias de libertad condicional de 2000 y 2005 y mantuvo un sitio web dedicado a su representación legal.

## Muerte
A partir de 2007 su salud empezó a deteriorarse; Susan Atkins padecía un tumor cerebral que le diagnosticaron en 2008 y hubo que amputarle una pierna. Falleció el jueves 24 de septiembre de 2009 en prisión. El médico forense informó que la causa de su fallecimiento fue una "muerte natural", ya que los familiares de Atkins no solicitaron una autopsia. Su marido, James Whitehouse, que se mantuvo al lado del lecho, dijo posteriormente que la última palabra de Susan Atkins antes de morir fue "Amén".